# Schloss Afterhausen

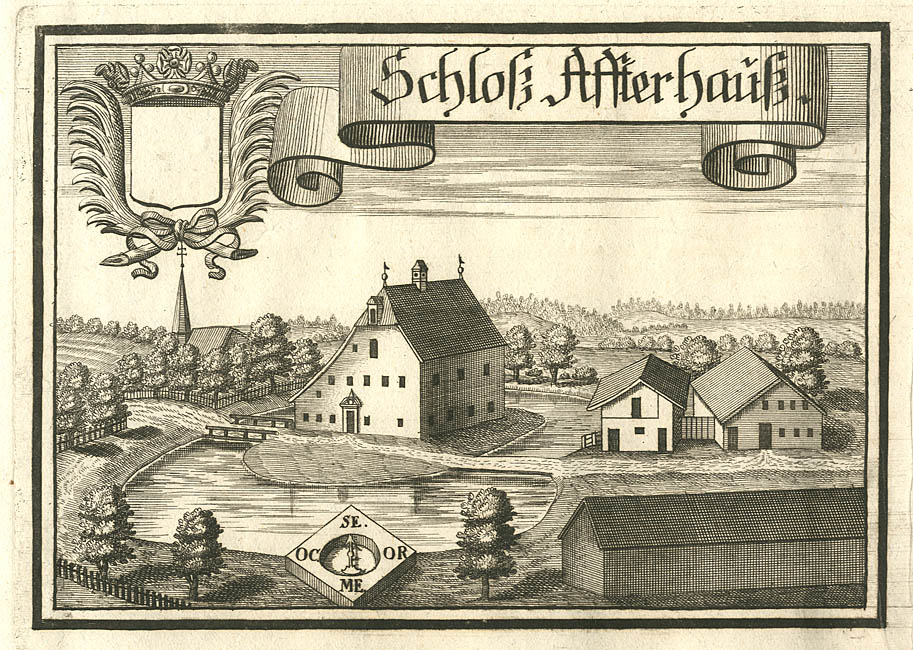
Schloss Afterhausen nach einem Stich von Michael Wening von 1721

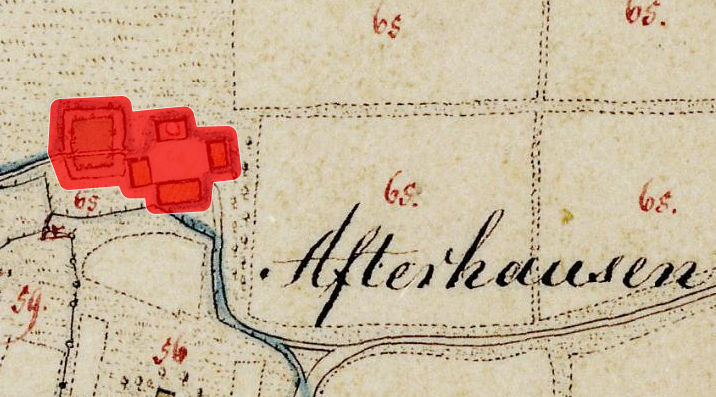
Lageplan von Schloss Afterhausen auf dem Urkataster von Bayern

Das abgegangene Schloss Afterhausen  lag im gleichnamigen Ortsteil der niederbayerischen Gemeinde Postmünster im Landkreis  Rottal-Inn von Bayern. Die Anlage wird als Bodendenkmal unter der Aktennummer D-2-7543-0028 im Bayernatlas als „Wasserburgstall des späten Mittelalters und der frühen Neuzeit ("Sitz Afterhausen")“ geführt.

## Geschichte
Ein Hans Afterhausen taucht am 8. März 1421 im Gefolge des bayerischen Herzogs auf, als er mit anderen einen Absagebrief an der Seite Herzog Ludwig gegen dessen Widersacher unterschrieb (der Bezug zu dem Sitz Afterhausen ist allerdings umstritten). Am 9. Januar 1491 empfängt Caspar Afterhauser von Herzog Georg von Bayern das Fischwasser zu Afterhausen in der Rott sowie eine Wiesmahd. 1494 wird erneut ein Caspar Afterhauser mit dem Zusatz zu Afterhausen genannt. Noch 1505 lag Afterhausen in der Hand dieser Familie, als Inhaberin wird Jörg Aftershausers Tochter angeführt. 1510 erscheint hier die Familie Seibersdorf, wobei der Besitzerwechsel vermutlich durch eine Heirat zustande gekommen ist. 
1522 wird Afterhausen als adeliger Sitz eingestuft. Die Seibersdorfer sind hier bis zum Tod des Antoni Seibersdorf am 28. Oktober 1538 nachzuweisen. Dann folgt bis 1540 seine Witwe Ursula von Nußdorf, die nachmalig mit Alexander Nothafft zum Bodenstein verheiratet war. Am 13. September 1543 ist Paul Pelkofer an Inhaber von Afterhausen nachgewiesen. Ein Christophorus Pelkofer ist hier 1599–1602 genannt. Die  Pelkofers bleiben bis 1638 im Besitz Aftershausens. Dann ging Afterhausen auf dem Kaufweg an Paulus Scheibl über. Am 7. Dezember 1675 ist Afterhausen im Besitz der Familie Riegl. Am 16. Oktober 1685 verkaufte Johann Wilhelm Riegl, kurfürstlicher Regimentsrat zu Burghausen, den Sitz dem Siegmund Andreas von Pischelsdorf. 1687 gelangte dieser wieder auf dem Kaufweg an die von Imsland auf  Postmünster-Thurnstein. Nach diesen folgten die Grafen von Goder (spätestens 1780). Nach dem Tode Johann Nepomuk von Goder am 1. März 1798 kam der Sitz als Erbe an Maria Anna Violanda, Reichsfreifrau von Dachsberg, geborene Gräfin von Goder. Nach deren Tod am 9. August 1792 kamen die Hofmaken  Brombach, Postmünster und Afterhausen an die beiden Töchter Maria Anna von Herold und Maria Josepha Reichsgräfin zu Lamberg und nach einem Vergleich vom 3. September 1799 allein an die Reichsgräfin Maria Josepha. 1817 wurde das Anwesen an Baron von Hofmiller verkauft und etwa um 1818 an Freifrau von Venningen, geborene Freiin von Dalberg. 

## Das abgegangene Schloss Afterhausen
1597 war in Afterhausen ein hölzernes Schloss vorhanden. Auf dem Stich von Michael Wening von 1721 ist das nun gemauerte Schloss Afterhausen ein zweigeschossiger Bau mit einem Krüppelwalmdach, das innerhalb eines Wassergrabens steht. Auf der Westseite ist das Dach bis zum Erdgeschoss herabgezogen. Zwei Übergänge führen zu dem Schloss. Ein besonders gearbeitetes Portal ist zu erkennen. Hinter dem Schloss befindet sich eine Kirche, außerhalb der Insel ist auch eine Hofstelle erkennbar. 
1836 wurde das Schloss abgebrochen. Reste des Schlossweihers sind heute noch erhalten.